# Ucimont
Ucimont (wallon: Ucîmont) est une section et un village de la ville belge de Bouillon située en Région wallonne dans la province de Luxembourg.
C'était une commune à part entière avant la fusion des communes de 1977.

## Étymologie
1315 Orsimont, XIVe siècle Uciemont
Hauteur (latin mons - montis (gén.)) de Uzici ou Uzinis, hypocoristique au second degré de l'anthroponyme germanique Udso pour Udo (germanique *od- « richesse ») ou plus vraisemblablement d'Urico ou Uricso, hypocoristiques des anthroponymes germaniques en Ur-.

## Démographie
- Source: INS recensements population

## Histoire
Ucimont à l'origine fut une dépendance du duché de Bouillon, dans le domaine direct du duc. Elle fut érigée en commune du département des Ardennes sous le régime français. À l'époque du royaume uni des Pays-Bas, la commune fusionna avec Sensenruth en 1823.
Le 16 mars 1841, elle fut érigée en commune à part entière par détachement de Sensenruth et absorption de Botassart.

## Galerie

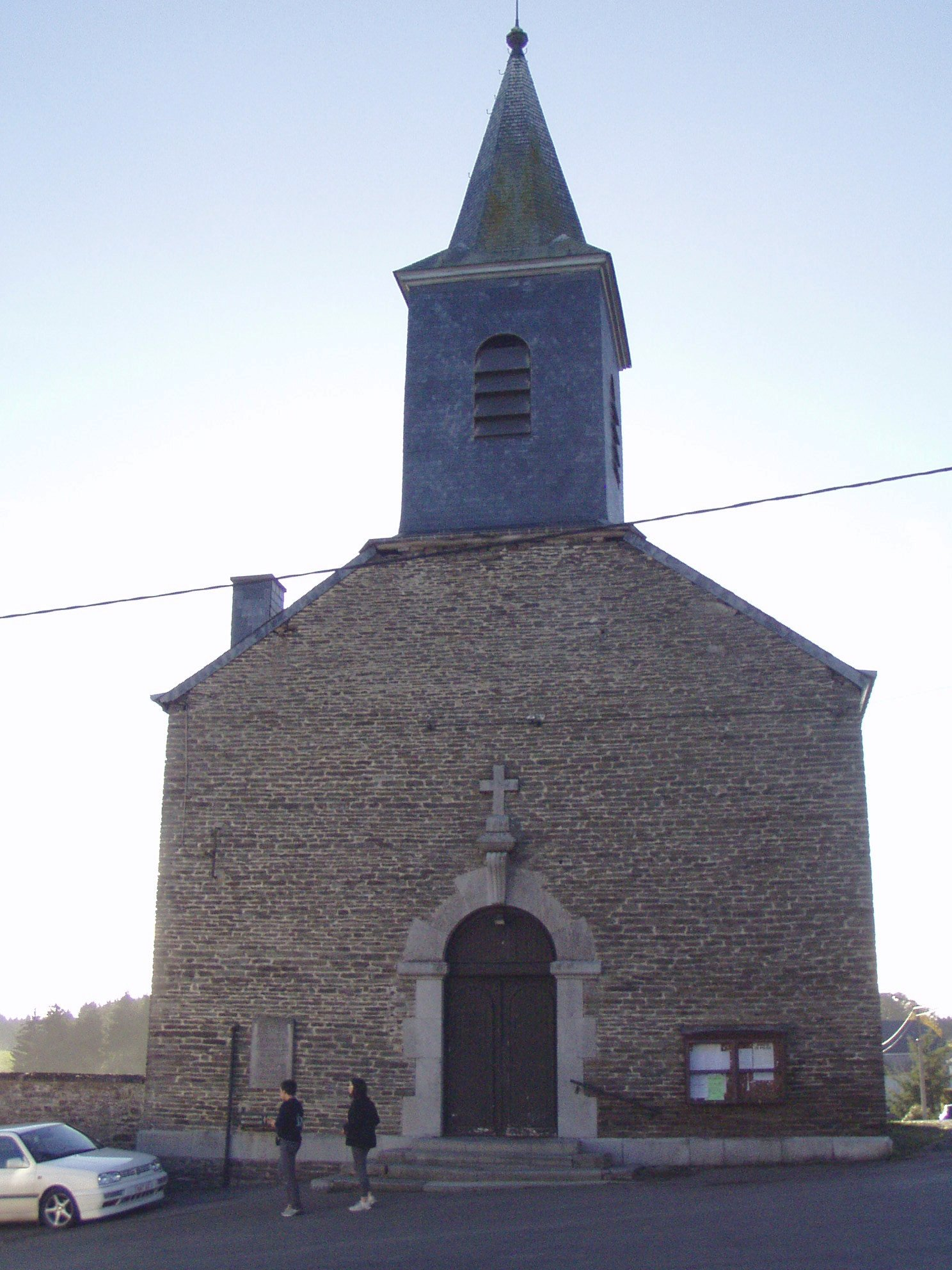
L'église Saint-Nicolas.
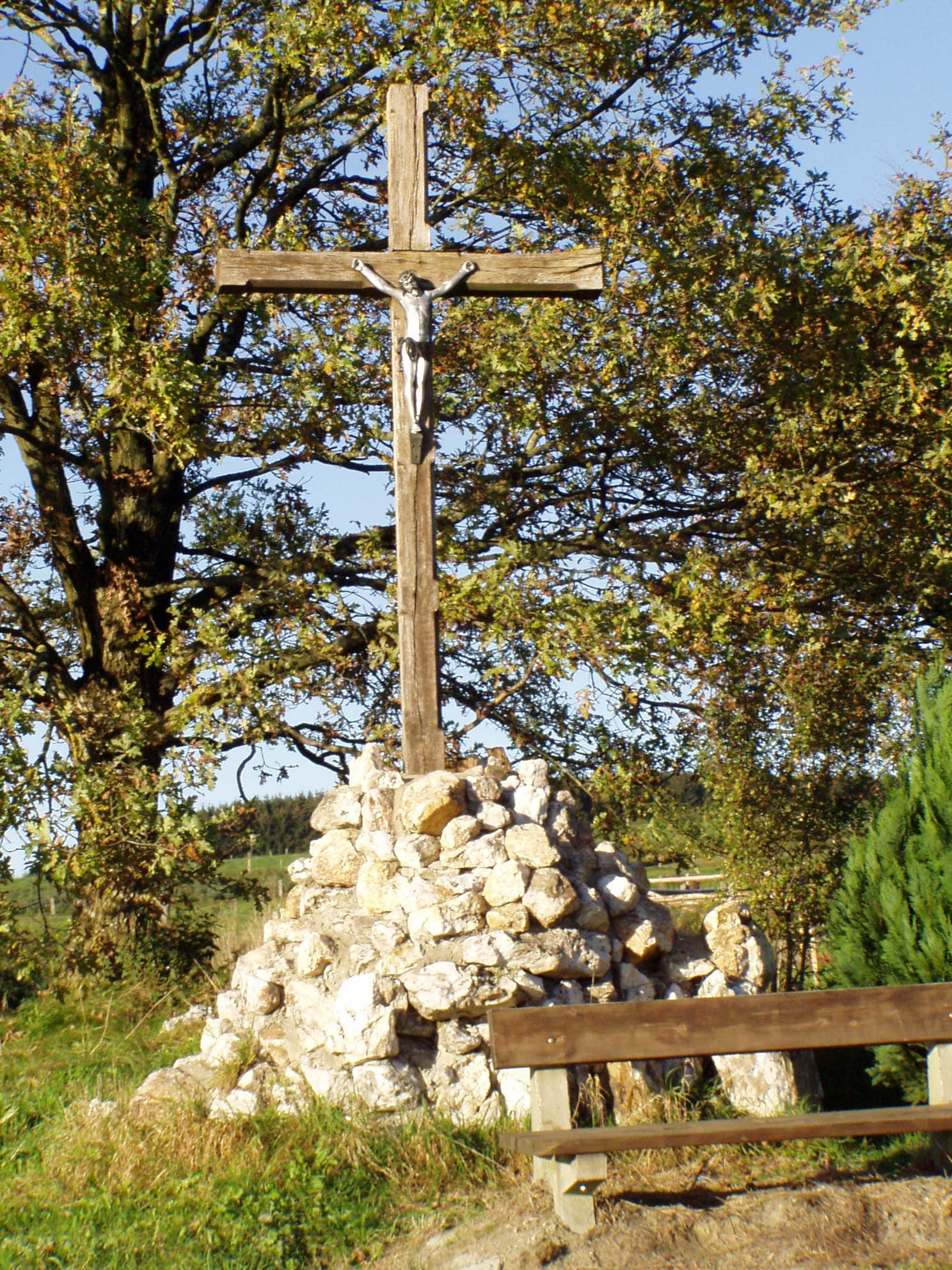
Croix, au chemin de la Bioce.
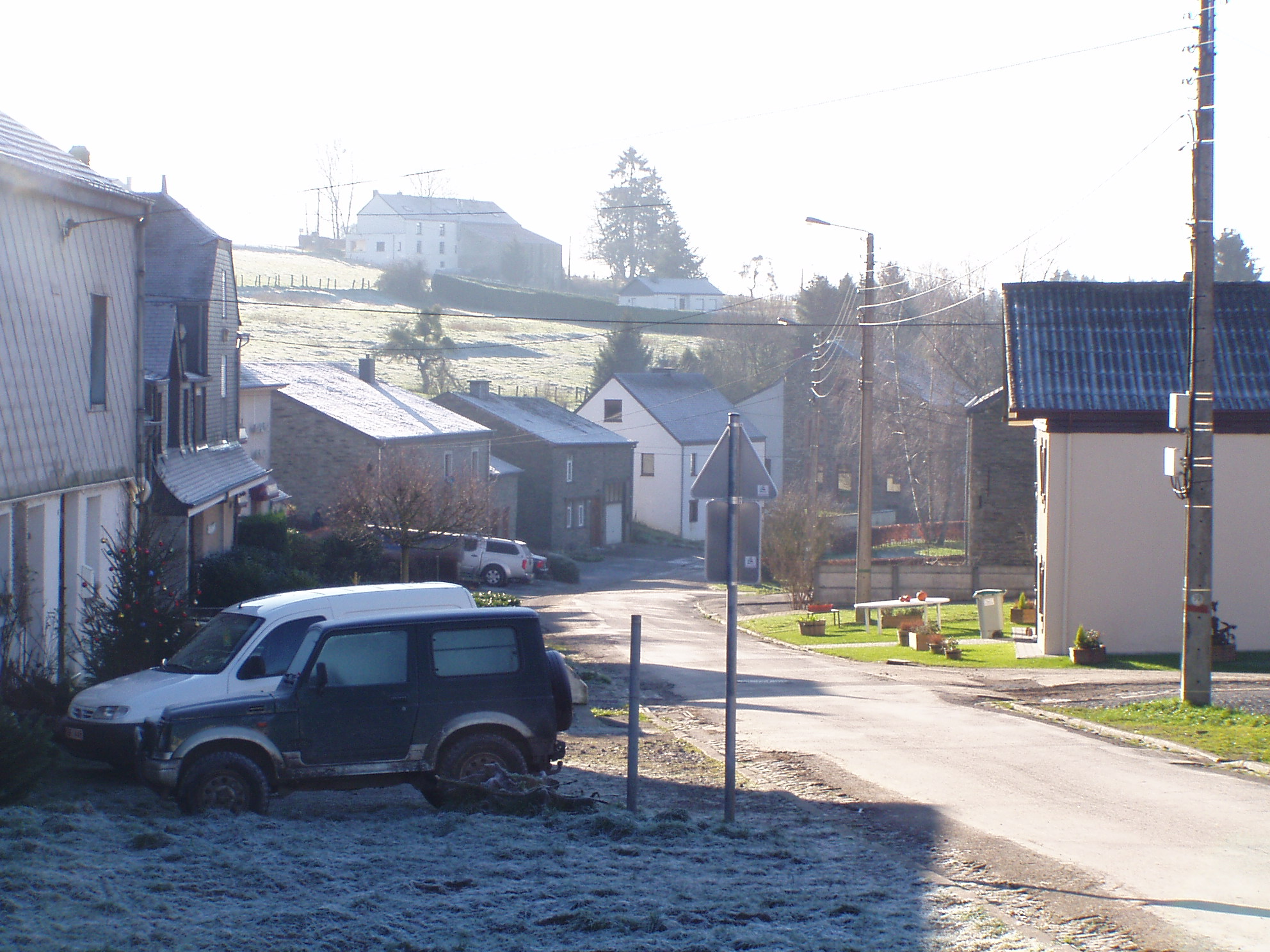
Rue de la Fontinelle.
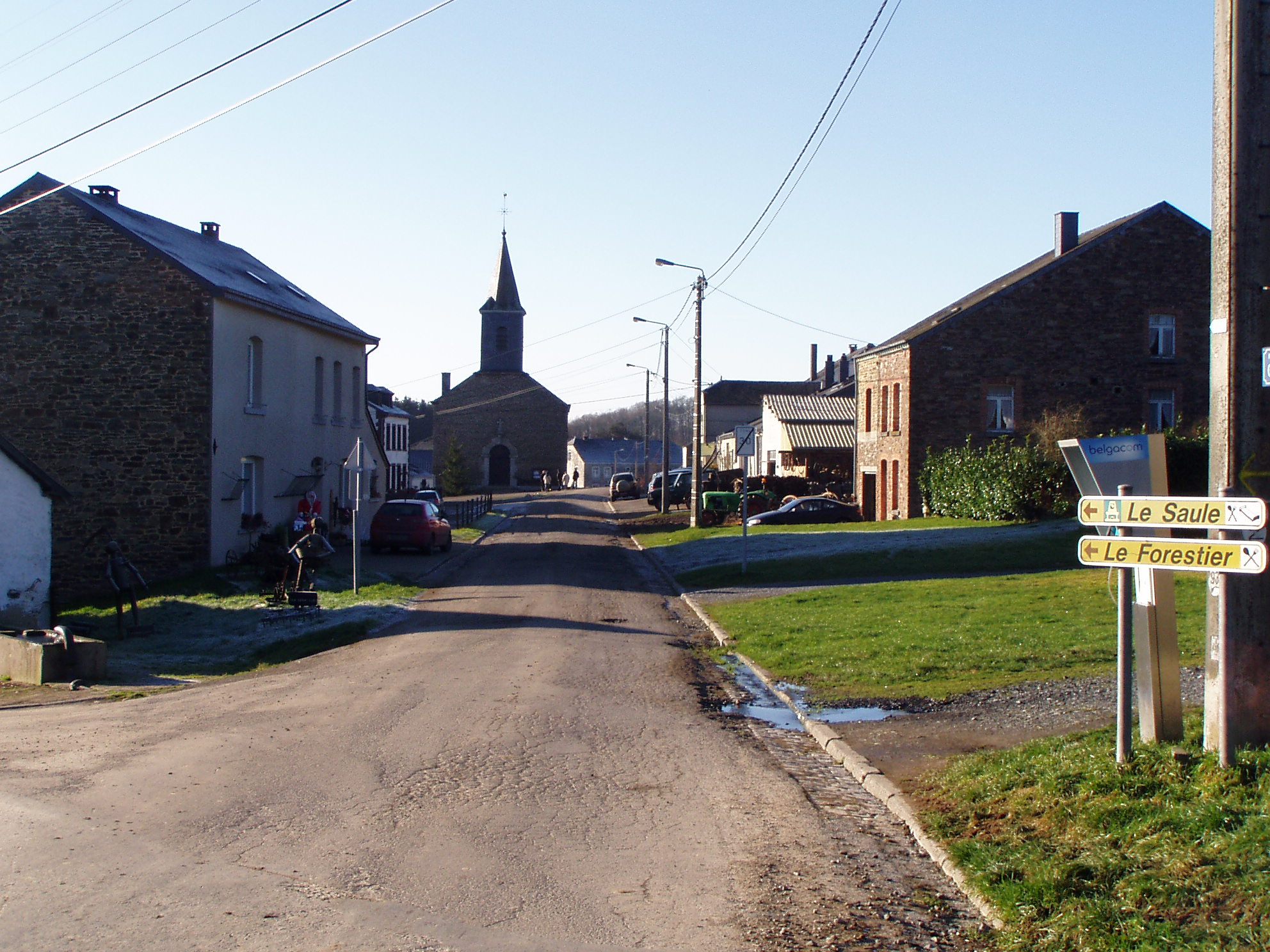
Rue du Château Le Duc.